# Sylvietta philippae
A Sylvietta philippae a verébalakúak (Passeriformes) rendjébe, ezen belül a Macrosphenidae családba és a Sylvietta nembe tartozó faj. 8 centiméter hosszú. Etiópia és Szomália száraz szavannái él. Rovarokkal táplálkozik. Májustól júniusig költ.

## Fordítás
- Ez a szócikk részben vagy egészben  a   Philippa's crombec című angol Wikipédia-szócikk fordításán alapul.  Az eredeti cikk szerkesztőit annak laptörténete sorolja fel. Ez a jelzés csupán a megfogalmazás eredetét és a szerzői jogokat jelzi, nem szolgál a cikkben szereplő információk forrásmegjelöléseként.